# 类高居金蛛
类高居金蛛（学名：Argiope aetheroides），又名類高居金蛛或蟲蝕痕金蛛，为园蛛科金蛛属的蜘蛛，分布於東亞的日本（本州關東地方以西至瀨戶內海周圍地區、四國和九州）、中國（湖南、福建、海南、廣西）與臺灣。